# Johan Ahlbäck

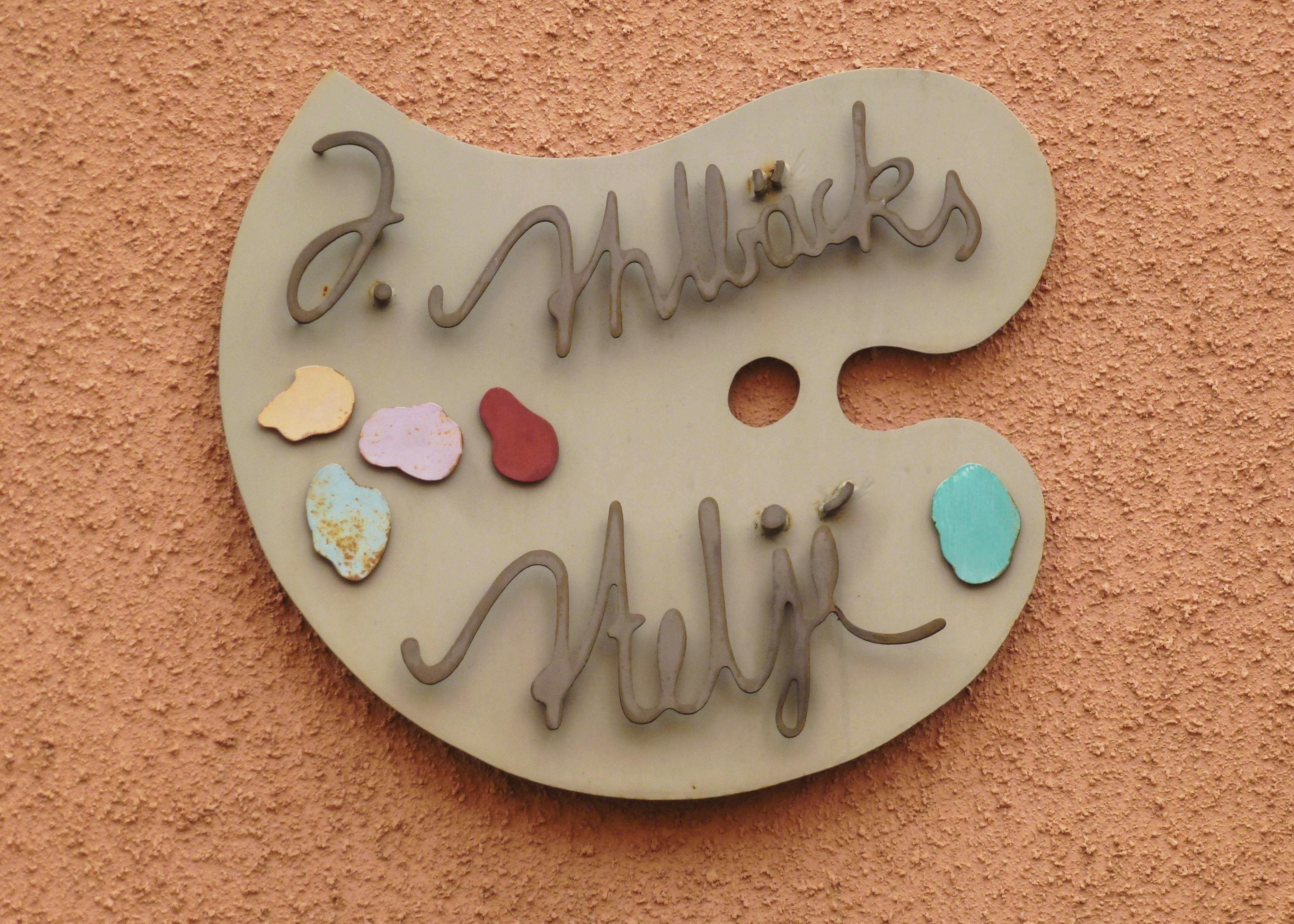
Johan Ahlbäcks ateljé, skylt på huset Vasagatan 18E i Smedjebacken.

Johan Adolf Ahlbäck, född 23 februari 1895 i Norrbärke församling i dåvarande Kopparbergs län, död 3 maj 1973 i samma församling, var en svensk målare. Under fem decennier skapade han tusentals bilder från Bergslagens industrimiljöer. Delar av Johan Ahlbäcks konst visas i Ahlbäckssalen på Smedjebackens bibliotek. Johan Ahlbäcks enkla vindsateljé, där han arbetade åren 1951–1971, har iordningställts för besökare och ingår i Ekomuseum Bergslagen.

## Liv och verk
Johan Ahlbäcks far var valsverksarbetaren Johan Ahlbäck och hans mor Anna Grandell. Han var verksam som valsverksarbetare hemma i Smedjebacken till 1922 men blev sedan elev vid Wilhelmsons målarskola, han bedrev studier i etsning för Emil Johanson-Thor och Harald Sallberg vid Kungliga Konsthögskolan i Stockholm 1926–1931. I studiesyfte företog han resor till Paris, Argentina, Uruguay och Brasilien. Hans verk bestod av målningar, teckningar och gravyrer med industrimotiv och placerades bland annat i skolor, Folkets hus, församlingslokaler och kontor. Ahlbäcks verk köptes också in av bland andra Växjö museum och Tekniska museet i Stockholm. Han förblev ogift.
Hans namn lever också vidare i föreningen Johan Ahlbäcks Vänner,  Ahlbäcksstiftelsen och inte minst Ahlbäckpriset som delas ut varje år sedan 1993.
Hans bror Detlof Ahlbäck var också konstnär.